# Шаркан (округ Нове Замки)
Шаркан (словац. Šarkan) — село, громада округу Нове Замки, Нітранський край. Кадастрова площа громади — 13.64 км².
Населення 378 осіб (станом на 31 грудня 2019 року).

## Історія
Шаркан згадується 1247 року.

## Населення
| Рік:            | 1994. | 2004.    | 2014.    | 2024.   |
| --------------- | ----- | -------- | -------- | ------- |
| Кількість осіб: | 393   | 343      | 386      | 369     |
| Різниця:        |       | -12,72 % | +12,53 % | -4,40 % |

| Рік:            | 2023. | 2024.   |
| --------------- | ----- | ------- |
| Кількість осіб: | 358   | 369     |
| Різниця:        |       | +3,07 % |